# Эркомаишвили, Анзор Давидович
Анзор Давидович Эркомаишвили (груз. ანზორ ერქომაიშვილი; 10 августа 1940, Батуми — 31 марта 2021, Тбилиси) — советский и грузинский певец, композитор и исследователь народной музыки. Известен своей многолетней работой в качестве музыкального руководителя ансамбля «Рустави» (1968—2018) и усилиями по сохранению народного певческого наследия Грузии. Лауреат Государственной премии Грузинской ССР (1981, 1989). Народный артист Грузинской ССР (1980). Почётный гражданин Тбилиси (2014).

## Биография
Анзор Эркомаишвили родился в Батуми, Грузинская ССР, в семье с давними музыкальными традициями. Его дедом был грузинский народный певец-самоучка Артём Эркомаишвили. Анзор застал в живых ещё и своего прадеда, Гиго Эркомаишвили, который руководил ансамблем во второй половине XIX века.
Ещё будучи студентом Тбилисской консерватории, Анзор начал собирать и переводить на ноты полифонический грузинский народный репертуар, гимны и песни, особенно из провинции Гурия. Для исполнения этих песен создал в консерватории вокальный ансамбль «Гордела».
В 1969 году Анзор окончил Тбилисскую государственную консерваторию, дирижерско-хоровой факультет. В 1968 году он основал хор «Рустави», который десятилетиями гастролировал по всей Грузии и за рубежом, вокальная группа «Рустави» записала около 750 грузинских народных традиционных песен и песнопений. Эркомаишвили покинул пост художественного руководителя ансамбля в 2018 году.
С 1972 по 1975 год был директором Руставской музыкальной школы.
Работы по исследованию, сбору и сохранению народного пения наследие принесла Эркомаишвили множество наград, включая звание Заслуженного деятеля искусств Грузинской ССР (1969), национальной премии имени Иванэ Джавахишвили и Шота Руставели, орден «Знак Почёта», звание Почётного гражданина Тбилиси (2014), орден «Сияние» (2020) и другие. В 2008 году он был избран в парламент Грузии от правящей партии «Единое национальное движение» по одномандатному району Озургети, но сложил свои депутатские полномочия в марте 2009 года и возглавил Национальный центр фольклора Грузии.
Опубликовал мемуары и книги о грузинской народной музыке.
Умер 31 марта 2021 года в Первой университетской клинике в Тбилиси из-за осложнений, связанных с COVID-19.
Похоронен в пантеоне Мтацминда в Тбилиси.

## Фильмография

### Композитор
- 1987 «Хареба и Гоги»
- 1981 «Семь маленьких рассказов о первой любви»
- 1979 «Плотина в горах»
- 1973 «Приключения Лазаре» (Lazares tavgadasavali)
- 1973 «В добрый путь»

### Вокал
- 1977 «Песни для внучат» (Indi-mindi) — руководитель мужского ансамбля «Рустави»

## Награды
- Президентский орден «Сияние» (2020).
- Орден Чести.
- Орден «Знак Почёта».
- Медаль «За трудовую доблесть» (1980).
- Народный артист Грузинской ССР (1980).
- Государственная премия Грузинской ССР (1981, 1989).
- Государственная премия Грузии в области литературы, искусства и архитектуры (1996)[9]
- Почётный гражданин Тбилиси (2014).
- Орден «Отличник» за выдающийся вклад в развитие и популяризацию грузинской хоровой музыки, фольклора, плодотворную педагогическую, общественную службу и выдающиеся заслуги перед страной.
- Премия Иване Джавахишвили
- Государственная премия имени Шота Руставели.
- Премия Ильи Чавчавадзе
- Премия Эквтиме Такаишвили
- Премия Якоба Гогебашвили
- Премия Альберта Швейцера